# كونسيكاو دا فييرا
كونسيكاو دا فييرا (بالبرتغالية: Conceição da Feira‏)؛ بلدية في ولاية باهيا في المنطقة الشمالية الشرقية من البرازيل.

## أحياء
- سنترو
- سانتا لوزيا (بايكسينها)
- بينهيرو
- ريكانتو دو باراغواسو
- روسينها
- كونسيساو فيلها